# ويليام روبرت مينغ
ويليام روبرت مينغ (بالإنجليزية: William Robert Ming)‏ هو محامي أمريكي، ولد في 7 مايو 1911 في شيكاغو في الولايات المتحدة، وتوفي بنفس المكان في 30 يونيو 1973.